# Suseni-Socetu
Suseni-Socetu – wieś w Rumunii, w okręgu Dymbowica, w gminie Bilciurești. W 2011 roku liczyła 608 mieszkańców.